# 武田亮子
武田 亮子（たけだ りょうこ、1999年1月29日 - ）は、京都府城陽市出身の、日本人の女子柔道選手である。階級は52kg級と57kg級。身長154cm。バスト95cm。リーチ150cm。握力は右24kg、左24kg。血液型はB型。段位は四段。組み手は左組み。得意技は背負投、袖釣込腰、寝技。

## 経歴
柔道の指導者である父親が、田村亮子のように強くなってほしいとの願いから、亮子と名付けたという。柔道は4歳の時に父親が指導者を務めていた城陽市柔道連盟で始めた。父親の厳しい指導の下で夜遅くまで練習することも度々あったように、小学生時代が一番きつい稽古を課せられたという。小学校5年生の時には、全国小学生学年別柔道大会40kg級で優勝を飾った。6年生の時には45kg級に出場したが3位にとどまった。
中学は愛知県にある大成中学に進むと、大石道場の所属となった。1年生の時に全国中学校柔道大会48kg級で3位となった。近代柔道杯団体戦では優勝した。2年の時には全国中学校柔道大会で優勝を飾った。アジアユースでも優勝を果たした。近代柔道杯では2連覇を達成した。3年の時には全国中学校柔道大会の52kg級で優勝して2階級制覇を達成すると、団体戦でも優勝を飾った。続くマルちゃん杯団体戦でも優勝して、中学団体3冠(近代柔道杯、全国中学校柔道大会、マルちゃん杯)を達成した。
大成高校に進むと、1年の時には全日本カデで優勝した。金鷲旗では52kg級の選手ながら14人抜きを演じるなどの大活躍でチームの3位に貢献した。アジアカデでは2度目の優勝を飾った。その後階級を57kg級に上げると、全国高校選手権に出場するも3回戦で敗れた。2年の時には全日本カデの決勝で富士学苑高校2年の舟久保遥香に腕挫十字固で敗れて2位だったものの、17歳以下の世界一を決める大会である世界カデの代表となった。世界カデでは決勝でヨーロッパカデチャンピオンであるフィンランドのエミリア・カネルバ から技ありと有効2つを取って圧勝した。団体戦でも決勝のクロアチア戦で一本勝ちするなどチームの優勝に貢献した。その後再び階級を52kg級に戻すと、全国高校選手権では決勝で埼玉栄高校1年の富沢佳奈に有効で敗れて2位にとどまった。団体戦では決勝で敬愛高校と対戦して勝利するものの、チームは敗れて2位にとどまった。3年の時にはインターハイの準々決勝で富沢に払腰で敗れて5位に終わった。全日本ジュニアでは2位だった。国体少年女子の部では愛知県の一員として優勝を飾った。
2017年4月には龍谷大学へ進学した。2年の時には体重別の準決勝で世界チャンピオンである了徳寺学園職員の志々目愛に反則負けを喫して3位だった。全日本ジュニアでは全試合に反則勝を収めて優勝した。学生体重別では決勝で福岡大学4年の立川莉奈にGSに入ってから大内刈の技ありで敗れて2位だった。世界ジュニアでは決勝でイスラエルのゲフェン・プリモを合技で破って優勝した。講道館杯では3位だった。2019年2月のヨーロッパオープン・オーバーヴァルトでは初戦の技あり優勢勝ち以外は全て一本勝ちして、シニアの国際大会初優勝を飾った。3年の時には4月の体重別初戦で志々目に内股で敗れた。7月のユニバーシアードでは決勝で韓国の朴多率をGSに入ってから小内刈の技ありで破って優勝した。団体戦では初戦から決勝まで全て一本勝ちしてチームの優勝に貢献した。9月の学生体重別では決勝で同じ大学の亀川真代を一本背負投で破って優勝した。11月の講道館杯では3位だった。2020年2月のヨーロッパオープン・ブラチスラヴァでは優勝した。4年の時には11月の講道館杯決勝で了徳寺大学職員の志々目愛に反則勝ちして、今大会初優勝を飾った。
2021年4月からはコマツの所属となった。体重別では決勝で帝京大学の坪根菜々子に合技で敗れて2位だった。10月のグランドスラム・パリでは初戦でフランスのアストリド・ネトに反則負けを喫した。
2022年2月のグランドスラム・テルアビブでは準々決勝でリオデジャネイロオリンピック銀メダリストであるイタリアのオデッテ・ジュフリーダを腕がらみで破るなどして決勝まで進むも、ネトに大内刈で敗れて2位だった。5月の全日本強化選手選考会では3位だった。10月の講道館杯でも3位だった。
2023年4月の体重別では準決勝でJR東日本の大森生純に反則負けを喫して3位だった。6月のグランドスラム・アスタナでは、決勝でイタリアのオデッテ・ジュフリーダに技ありで敗れて2位だった。8月の実業個人選手権では優勝した。12月にはヨーロッパクラブ選手権大会にセルビアのレッドスターチームの一員として出場した。
2024年4月の体重別では大森に技ありで敗れて3位だった。
2025年2月のシニア体重別では決勝でSBC湘南美容クリニックの藤本彩月を大内刈で破って優勝した。
IJF世界ランキングは355ポイント獲得で76位(25/6/3現在)。

## 戦績
- 2009年 -　全国小学生学年別柔道大会　優勝(40kg級)
- 2010年 -　全国小学生学年別柔道大会　3位(45kg級)

48kg級での戦績
- 2011年 -　全国中学校柔道大会　3位
- 2012年 -　近代柔道杯　優勝
- 2012年 -　全国中学校柔道大会　優勝
- 2012年 -　アジアユース　優勝
- 2013年 -　近代柔道杯　優勝

52kg級での戦績
- 2013年 -　全国中学校柔道大会　個人戦　優勝　団体戦　優勝
- 2013年 -　マルちゃん杯　優勝
- 2014年 -　全日本カデ　優勝
- 2014年 -　金鷲旗　3位
- 2014年 -　アジアカデ　優勝

57kg級での戦績
- 2015年 -　全日本カデ　2位
- 2015年 -　ドイツカデ国際　優勝
- 2015年 -　世界カデ　個人戦　優勝　団体戦　優勝

52kg級での戦績
- 2016年 -　全国高校選手権　個人戦　2位　団体戦　2位
- 2016年 -　インターハイ　5位
- 2016年 -　全日本ジュニア 2位
- 2016年 - 国体少年女子の部　優勝
- 2017年 -　ベルギー国際　ジュニアの部　2位　シニアの部　2位
- 2017年 - オーストリアジュニア国際　3位
- 2017年 -　講道館杯　5位
- 2018年 -　体重別　3位
- 2018年 - ロシアジュニア国際　優勝
- 2018年 -　全日本ジュニア　優勝
- 2018年 -　学生体重別　2位
- 2018年 -　世界ジュニア　優勝
- 2018年 -　講道館杯　3位
- 2019年 - ヨーロッパオープン・オーバーヴァルト　優勝
- 2019年 - ユニバーシアード　個人戦　優勝　団体戦　優勝
- 2019年 -　学生体重別　優勝
- 2019年 -　講道館杯　3位
- 2020年 -　ヨーロッパオープン・ブラチスラヴァ　優勝
- 2020年 -　講道館杯　優勝
- 2021年 -　体重別　2位
- 2022年 -　グランドスラム・テルアビブ　2位
- 2022年 -　全日本強化選手選考会　3位
- 2022年 -　講道館杯　3位
- 2023年 -　体重別　3位
- 2023年 -　グランドスラム・アスタナ　2位
- 2023年 -　実業個人選手権　優勝
- 2023年 -　講道館杯　5位
- 2024年 -　体重別　3位
- 2024年 -　実業団体 2位
- 2025年 - シニア体重別　優勝
- 2025年 - 実業団体　2位

(出典、JudoInside.com)